# ジュピター (コースター)
ジュピター（Jupiter）は、城島高原パークにあるローラーコースター。

## 概要
ジュピターは日本初の木製コースターであり、1994年にホワイトキャニオンとホワイトサイクロンが開業するまでは日本唯一でもあった。名称は「木製」と「木星」をかけるとともに、ローマ神話の最高神「ジュピター」に由来して命名された。「森の中の遊園地」のコンセプトにマッチしたランドマークに位置づけて、構造的な美しさと共に壊れそうなスリルを体験させる存在とした。
乗り場の近辺には、オリジナルのおみくじを販売する「ジュピター神社」も設置されている。
また、1994年に公開された映画「ゴジラvsスペースゴジラ」に登場したことでも知られている。

## 建設の経緯
1988年から導入を検討し、当時の日本では建築規制により全高の高い木造建築物の建設が制限されていたため、木製のジェットコースターがほとんど存在しなかったが、建設大臣の特別認定による認可を目指して1990年9月に建設省の外郭団体である日本建築センターに「木製コースター技術検討委員会」を設置しインタミンから提出された設計資料を元に検討を行い技術的問題はないと結論づけられ、この規制が緩和されたことにより建設が可能となった。1991年12月17日に着工、1992年7月20日に開業した。

## 設計・構造
6万本のベイマツを使用し、総工費25億円をかけてインタミン社によって製作された。1992年に亡くなったジェットコースター設計者であるカーティス・D・サマーズが設計した最後のジェットコースターであり、彼がインタミン社と共に製作した2つのコースターのうちの1つである。総面積2万8千平米の敷地に建設し、アメリカより厳格な日本の木造構造物の建築基準に合わせ通常より太い木材とボルトを用いボルトによる固定は1箇所につき2倍となる4点で留め、アメリカと比較し木材の量は3割増・基礎工事費は防震対策と火山灰地への対応により3倍増・本体総工費は安全管理費の高さもあり1.5倍増となった。塗装については木目をそのまま見せる形で木造建築物の美しさを示すものとし、設計は「適度な爽快さ」を理念として加重力を抑えて爽快さを追求した形とした。